# Jungiella
Jungiella is een muggengeslacht uit de familie van de motmuggen (Psychodidae).

## Soorten
- J. acuminata (Szabó, 1960)
- J. aquatica Jezek, 1983
- J. bohemica Jezek, 1979
- J. botosaneanui (Vaillant, 1963)
- J. calcicola Vaillant, 1972
- J. consors (Eaton, 1893)
- J. corsicana Wagner, 1993
- J. danica (Nielsen, 1964)
- J. domusdemariae (Wagner & Salamanna, 1984)
- J. ellisi (Withers, 1987)
- J. furcillata Krek, 1979
- J. geniculata Krek, 1971
- J. hassiaca Wagner, 1993
- J. hygrophila Jezek, 1983
- J. interna (Nielsen, 1964)
- J. inundatiourum (Jezek, 1995)
- J. jadarica Krek, 1979
- J. laetabilis Krek, 1971
- J. laminata (Szabó, 1960)
- J. lasvae Krek, 1979
- J. longicornis (Tonnoir, 1919)
- J. monikae Wagner & Joost, 1986
- J. occidentalis (Wagner, 1987)
- J. parva (Sara, 1956)
- J. parvula (Vaillant, 1960)

- J. prikryli (Jezek, 1998)
- J. procera Krek, 1971
- J. pseudointerna Elger, 1979
- J. pseudolongicornis Wagner, 1975
- J. revelica Vaillant, 1972
- J. ripicola (Bellier, 1967)
- J. rozkosnyi Vaillant, 1972
- J. septentrionalis Krek, 1979
- J. serbica (Krek, 1985)
- J. slovenica Wagner, 1993
- J. soleata (Walker, 1856)
- J. stranzica Wagner & Joost, 1988
- J. sybaritana Salamanna, 1975
- J. troianoi Salamanna & Raggio, 1984
- J. valachia (Vaillant, 1963)